# Mélangeur-décanteur

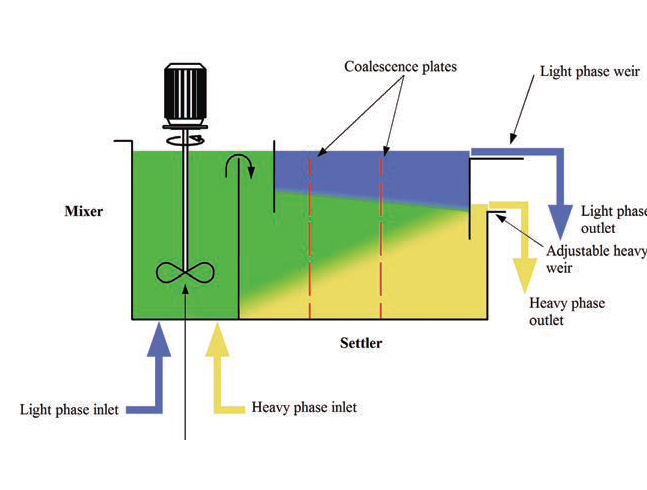
Schéma d'un mélangeur-décanteur.

Un mélangeur-décanteur est un appareil permettant une extraction liquide-liquide. Les deux autres principaux appareillages permettant ce type d’extraction sont les colonnes d'extraction et les extracteurs centrifuges. Un mélangeur-décanteur se compose d'une première partie où sont mélangées les phases ensemble, suivie d'une partie de décantation qui permet aux phases de se séparer par gravité.

## Mélangeur
Une chambre de mélange contient un agitateur mécanique qui apporte un contact intime à la solution d'alimentation et au solvant d'extraction pour effectuer le transfert du ou des solutés. L'agitateur mécanique est équipé d'un moteur qui entraîne une turbine de mélange et de pompage. Cette turbine amène les deux phases, les mélange et transfère l'émulsion formée au décanteur. Le mélangeur peut comporter un ou plusieurs étages de réservoirs de mélange. Les mélangeurs de laboratoire communs se composent d'un seul étage de mélange alors que les mélangeurs industriels peuvent comporter jusqu'à trois étages de mélange où chaque étage effectue une action combinée de pompage et de mélange. L'utilisation de plusieurs étages permet un temps d'interaction plus long.

## Décanteur
Une chambre de décantation est le lieu où les deux phases se séparent par décantation statique. Des plaques de coalescence facilitent la séparation de l'émulsion en deux phases (lourdes et légères). Les deux phases sortent ensuite du décanteur par deux déversoirs séparés. La hauteur du déversoir de la phase lourde peut être ajustée pour positionner l'interphase lourde / légère dans la chambre de décantation en fonction de la masse volumique de chacune des deux phases. Le décanteur est une piscine calme en aval du mélangeur où les liquides peuvent se séparer par gravité. Les liquides sont ensuite retirés séparément de la fin du mélangeur-décanteur.

## Installations industrielles

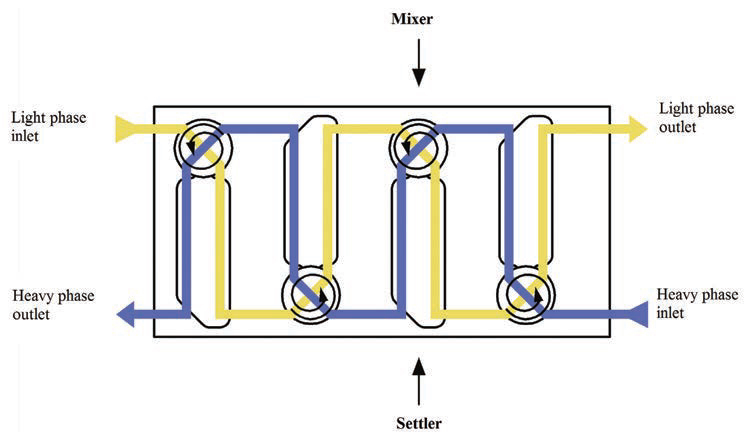
Un mélangeur-décanteur à quatre étages pour une extraction liquide-liquide à contre-courant.

Dans un procédé à contre-courant multiple, plusieurs mélangeurs-décanteurs sont installés avec des chambres de mélange et de décantation situées à des extrémités alternées pour chaque étage (puisque la sortie des sections de décantation alimente les entrées des sections de mélange de l'étage adjacent).

## Utilisation
Les mélangeurs-décanteurs industriels sont couramment utilisés en hydrométallurgie pour récupérer du cuivre, du nickel, de l'uranium, des lanthanides ou du cobalt par extraction liquide-liquide.
En comparaison avec d'autres procédés d'extraction liquide-liquide, les mélangeurs-décanteurs sont utilisés lorsqu'un processus nécessite des temps de résidence plus longs et lorsque les solutions sont facilement séparées par gravité. Ils nécessitent une grande surface pour leur installation mais ne nécessitent pas beaucoup de maintenance pour le remplacement occasionnel des moteurs de mélange.
Les mélangeurs-décanteurs peuvent être utilisés pour réaliser :
- une extraction : déplacement d'un ion d'intérêt à partir d'une phase aqueuse vers une phase organique ;
- un lavage : rinçage d'une phase organique contenant un ion d'intérêt par une phase aqueuse ;
- un décapage : déplacement d'un ion d'intérêt à partir d'une phase organique vers une phase aqueuse.